# Гавриловка (Кузедеєвське сільське поселення)
Гаври́ловка (рос. Гавриловка) — селище у складі Новокузнецького району Кемеровської області, Росія. Входить до складу Кузедеєвського сільського поселення.

## Населення
Населення — 87 осіб (2010; 81 у 2002).
Національний склад (станом на 2002 рік):
- росіяни — 88 %